# Острів скарбів (фільм, 1982)
«Острів скарбів» (рос. «Остров сокровищ») — радянський художній трисерійний фільм 1982 року, екранізація однойменного роману Р. Л. Стівенсона.

## Сюжет
Юний Джим Хокінс і його старші друзі — доктор Лівсі і сквайр Трелоні — випадково стають володарями карти капітана Флінта, на якій вказані координати острова в Атлантичному океані, де заховані скарби знаменитого пірата. На шхуні «Еспаньйола» вони починають небезпечне плавання до далекого острову, не здогадуючись, що разом з ними за скарбами, прикинувшись корабельним коком, вирушив Джон Сільвер — професійний пірат з великим досвідом.

## У ролях
- Олег Борисов —  Джон Сільвер
- Федір Стуков — Джим Хокінс (озвучив В'ячеслав Хованов)
- Віктор Костецький —  доктор Лівсі
- Владислав Стржельчик —  сквайр Трелоні
- Костянтин Григор'єв —  капітан Смоллет
- Леонід Марков —  Біллі Бонс
- Георгій Тейх —  Сліпий П'ю
- Ольга Волкова —  мати Джима
- Валерій Золотухін —  Бен Ганн
- Микола Караченцов —  Чорний Пес
- Геннадій Юхтін —  Ізраель Хендс
- Георгій Штиль —  О'Брайєн
- Володимир Воробйов —  Джордж Меррі
- Гелій Сисоєв —  Глухонімий Гаррі
- Анатолій Сливников —  Джоб Ендерсон
- Андрій Алексєєв —  Абрахам Грей
- Микола Крюков —  Том Морган
- Костянтин Воробйов —  Дік Джонсон на прізвисько Пастор
- Олег Василюк —  Джон Хантер
- Ігор Єфімов —  Том
- Микола Кузьмін —  Том Редрут
- Станіслав Соколов —  Річард Джойс

## Знімальна група
- Режисер — Володимир Воробйов
- Сценарист — Микола Семенов
- Оператор — Олександр Чечулін
- Композитор — Євген Птичкін
- Художник — Олена Фоміна